# Melbourne Summer Set II 2022
Il Melbourne Summer Set II 2022 è stato un torneo di tennis giocato all'aperto sul cemento. È stata la seconda edizione organizzata, in sostituzione al torneo annuale di Brisbane, cancellato a causa delle restrizioni per la pandemia di COVID-19. Il torneo ha fatto parte della categoria WTA 250 nell'ambito del WTA Tour 2022 e si è giocato al Melbourne Park di Melbourne in Australia, dal 4 al 9 gennaio 2022, in contemporanea con la prima edizione (ATP e WTA).

## Partecipanti

### Teste di serie
| Nazionalità | Giocatrice          | Ranking* | Testa di serie |
| ----------- | ------------------- | -------- | -------------- |
| Stati Uniti | Jessica Pegula      | 18       | 1              |
| Belgio      | Elise Mertens       | 21       | 2              |
| Russia      | Dar'ja Kasatkina    | 26       | 3              |
| Spagna      | Sara Sorribes Tormo | 36       | 4              |
| Romania     | Sorana Cîrstea      | 39       | 5              |
| Danimarca   | Clara Tauson        | 44       | 6              |
| Stati Uniti | Ann Li              | 47       | 7              |
| Ucraina     | Marta Kostjuk       | 50       | 8              |

* Ranking al 27 dicembre 2021.

### Altre partecipanti
Le seguenti giocatrici hanno ricevuto una wildcard per il tabellone principale:
- Ellen Perez
- Astra Sharma
- Samantha Stosur

Le seguenti giocatrici sono passate dalle qualificazioni:

- Harriet Dart
- Anna Kalinskaja
- Claire Liu
- Kamilla Rachimova
- Aljaksandra Sasnovič
- Zhu Lin

La seguente giocatrice è subentrata nel tabellone come lucky loser:
- Wang Xinyu

### Ritirate
Prima del torneo
- Magda Linette → sostituita da  Beatriz Haddad Maia
- Elise Mertens → sostituita da  Wang Xinyu
- Anastasija Pavljučenkova → sostituita da  Anna Karolína Schmiedlová
- Julija Putinceva → sostituita da  Varvara Gračëva
- Donna Vekić → sostituita da  Amanda Anisimova

## Partecipanti doppio
| Nazione     | Giocatore          | Nazione   | Giocatore          | Rank* | Testa di serie |
| ----------- | ------------------ | --------- | ------------------ | ----- | -------------- |
| Australia   | Samantha Stosur    | Cina      | Zhang Shuai        | 24    | 1              |
| Stati Uniti | Bernarda Pera      | Rep. Ceca | Kateřina Siniaková | 53    | 2              |
| Romania     | Irina-Camelia Begu | Serbia    | Nina Stojanović    | 104   | 3              |
| Giappone    | Eri Hozumi         | Giappone  | Makoto Ninomiya    | 114   | 4              |

### Altre partecipanti
La seguente coppia ha ricevuto una wildcard per il tabellone principale:
- Alexandra Osborne /  Taylah Preston

La seguente coppia è entrata in tabellone come protected ranking: 
- Monique Adamczak /  Han Xinyun

La seguente coppia è subentrata in tabellone come alternate:
- Beatriz Haddad Maia /  Nuria Párrizas Díaz

### Ritiri
Prima del torneo
- Aliona Bolsova /  Ankita Raina → replaced by  Aliona Bolsova /  Katarzyna Kawa
- Chan Hao-ching /  Monica Niculescu → replaced by  Nao Hibino /  Alicja Rosolska
- Anna Kalinskaja /  Marta Kostjuk → replaced by  Beatriz Haddad Maia /  Nuria Párrizas Díaz
- Anastasija Pavljučenkova /  Kateřina Siniaková → replaced by  Bernarda Pera /  Kateřina Siniaková
- Bernarda Pera /  Magda Linette → replaced by  Viktorija Golubic /  Astra Sharma

## Punti
| Evento              | V   | F   | SF  | QF | 2T | 1T   | Q    | Q2   | Q1   |
| Singolare femminile | 280 | 180 | 110 | 60 | 30 | 1    | 18   | 12   | 1    |
| Doppio femminile    | 280 | 180 | 110 | 60 | 1  | N.D. | N.D. | N.D. | N.D. |

## Montepremi
| Evento              | V       | F       | SF      | QF     | 2T     | 1T     | Q2     | Q1     |
| Singolare femminile | $31 000 | $18 037 | $10 100 | $5 800 | $3 675 | $2 675 | $1 950 | $1 270 |
| Doppio femminile    | $10 800 | $6 300  | $3 800  | $2 300 | $1 750 | N.D.   | N.D.   | N.D.   |

## Campionesse

### Singolare
Amanda Anisimova ha sconfitto in finale  Aljaksandra Sasnovič con il punteggio di 7–5, 1–6, 6–4.
- È il primo titolo stagionale per la Anisimova, il secondo della carriera.

### Doppio
Bernarda Pera /  Kateřina Siniaková hanno sconfitto in finale  Tereza Martincová /  Mayar Sherif con il punteggio di 6–2, 6(7)–7, [10–5].